# Chimbote
Chimbote is een stad in de provincie Santa in Peru. Het is de grootste stad van de regio en telt 371.000 inwoners (2015). De stad is gelegen aan de Baai van Chimbote ten zuiden van Trujillo en ongeveer 420 kilometer ten noorden van Lima.

## Geschiedenis
In de jaren zeventig werd Chimbote getroffen door een aardbeving en El Niño, en overbevissing tastte de visserij hevig aan. Ondanks dit alles is Chimbote nog steeds verantwoordelijk voor 75% van de visserij in Peru.

## Klimaat
Chimbote kent vele klimaten. Gemiddeld is februari de warmste maand en september de koelste maand. De gemiddelde maximumtemperatuur is 28°C en de minimumtemperatuur 13°C.

## Bereikbaarheid
De Panamericana Norte of Noordelijke Pan-Amerikaanse weg verbindt Chimbote met Trujillo (132 km ten noorden) en Lima (426 km ten zuiden). Verder beschikt Chimbote ook over een eigen luchthaven, die Teniente FAP Jaime Montreuil Morales heet.

## Bestuurlijke indeling
Deze stad (ciudad) bestaat uit twee districten:
- Chimbote (hoofdplaats van de provincie)
- Coishco

## Stedenbanden
Chimbote heeft een stedenband met:
- Asunción, Paraguay
- Belo Horizonte, Brazilië
- Buenos Aires, Argentinië
- Huancayo, Peru
- Madrid, Spanje
- Nantes, Frankrijk
- Pensacola, Verenigde Staten (sinds 1964)
- San José, Costa Rica
- Seattle, Verenigde Staten
- Yokohama, Japan

Arequipa · Ayacucho · Cajamarca · Chiclayo · Chimbote · Chincha Alta · Cuzco · Huancayo · Huánuco · Huaraz · Ica · Iquitos · Juliaca · Lima · Pisco · Piura · Pucallpa · Puno · Sullana · Tacna · Tarapoto · Trujillo · Tumbes